# イオリ川
イオリ川（イオリかわ、グルジア語: იორი，アゼルバイジャン語: Qabırrıçay）は、ジョージアからアゼルバイジャンに流れる河川である。カスピ海に注ぐムトゥクヴァリ川にミンゲチェヴィル貯水池で合流する。長さは320キロメートル、流域面積は4,650平方キロメートルである。
座標: 北緯41度02分 東経46度29分 / 北緯41.033度 東経46.483度